# يونانية العصور الوسطى
تعتبر يونانية العصور الوسطى، والمعروفة أيضًا باسم اللغة الرومية أو اليونانية البيزنطية، مرحلة اللغة اليونانية بين نهاية العصور القديمة الكلاسيكية في القرنين الخامس والسادس وحتى نهاية العصور الوسطى، والتي كانت مؤرخة تقليديًا في الفتح العثماني للقسطنطينية في عام 1453.
منذ القرن السابع وما بعده، كانت اليونانية هي اللغة الوحيدة للإدارة والحكم في الإمبراطورية البيزنطية. هذه المرحلة من اللغة توصف بأنها اليونانية البيزنطية. دراسة اللغة والأدب اليونانية في العصور الوسطى هي فرع من الدراسات البيزنطية، ودراسة تاريخ وثقافة الإمبراطورية البيزنطية.
يرجع تاريخ بداية يونانية العصور الوسطى إلى أوائل القرن الرابع الميلادي، أي إلى عام 330 م، عندما تم نقل المركز السياسي للإمبراطورية الرومانية إلى القسطنطينية، أو إلى تقسيم الإمبراطورية عام 395 م. ومع ذلك، فإن هذا النهج تعسفي إلى حد ما لأنه أكثر افتراضًا للتطورات السياسية واللغوية. في الواقع، بحلول هذا الوقت كانت اللغة المتكلم بها، وخاصة النطق، قد تحولت بالفعل نحو الأشكال الحديثة.
غزوات الإسكندر الأكبر، والفترة الهلنستية التي تلت ذلك، تسببت في انتشار اليونانية إلى الشعوب في جميع أنحاء الأناضول وشرق البحر الأبيض المتوسط، وتغيير نطق اللغة المتكلم بها وبنيتها. يونانية العصور الوسطى هي الرابط بين هذه العامية، والمعروفة باسم اليونانية الكوينه، واليونانية الحديثة . على الرغم من أن الأدب اليوناني البيزنطي كان لا يزال يتأثر بشدة بالأتيكية اليونانية، إلا أنه تأثر أيضًا بالغة اليونانية الكوينه، وهي لغة العهد الجديد واللغة الليتورجية للكنيسة اليونانية الأرثوذكسية .